# Odznaka Nagrody Państwowej
Odznaka Nagrody Państwowej – odznaka dla osób nagrodzonych „Państwową nagrodą za osiągnięcia w dziedzinie nauki, postępu technicznego i sztuki”, nadawana w czasach PRL i III RP (do roku 1992).

## Nagrody Państwowe
30 czerwca 1949 ustanowiono Państwowe Nagrody Naukowe dając wyraz szczególnej opieki państwa nad twórczością naukową, celem uczczenia wybitnych osiągnięć i zasług w dziele rozwoju nauki polskiej, które podzielono na dwa stopnie i wręczano corocznie 22 lipca (Święto Odrodzenia Polski). Nagrody przyznawane były za całokształt pracy naukowej, bądź też na najwybitniejsze dzieło wykonane (pracę opublikowaną) w ciągu trzech lat poprzedzających datę przyznania nagrody, w dziedzinie nauk technicznych, lekarskich, matematycznych, przyrodniczych, rolniczych, humanistycznych, prawno-ekonomicznych i społecznych. Istniała możliwość przyznania nagrody za prace wykonane zespołowo. Przyznawaniem nagród zajmowały się Komisje Państwowych Nagród Naukowych, a zatwierdzał je Komitet Ministrów do Spraw Kultury, który corocznie powoływał trzy pięcioosobowe Komisje Państwowych Nagród Naukowych: dla nauk technicznych; dla nauk lekarskich, matematycznych, przyrodniczych i rolniczych; dla nauk humanistycznych, prawno-ekonomicznych i społecznych.
30 czerwca 1950 ustanowiono Państwowe Nagrody Artystyczne, które również podzielono na trzy stopnie przyznawane w działach: literatury, plastyki, muzyki, teatru, kinematografii i architektury.
10 marca 1951 obie nagrody zostały zlikwidowane, a w ich miejsce ustanowiono Państwowe nagrody za osiągnięcia w dziedzinie nauki, postępu technicznego i sztuki, a oddzielną uchwałą z tego samego dnia określono skład i sposób działania Komitetu Państwowych Nagród.
Oddzielna uchwała z 15 kwietnia 1953 ustaliła wygląd odznaki i dyplomu, a uchwała z 4 kwietnia 1953 uzupełniła poprzednią uchwałę z 1951 o te ustalenia. Wraz z samą nagrodą pieniężną wręczano dyplom nagrody i odznakę (noszoną na lewej piersi), którą podzielono na trzy stopnie:
- Złota Odznaka dla Odznaczonych Nagrodą Państwową I stopnia,
- Srebrna Odznaka dla Odznaczonych Nagrodą Państwową II stopnia,
- Brązowa Odznaka dla Odznaczonych Nagrodą Państwową III stopnia[1].

11 czerwca 1955 dokonano reformy nagród. Odtąd przyznawane były co dwa lata, a Komitet Nagród Państwowych podzielono na prezydium i dwa podkomitety: Podkomitet Nauki i Postępu Technicznego (podzielony na 8 sekcji: nauki społeczne; nauki biologiczne; nauki matematyczno-fizyczne; nauki techniczne; przemysł ciężki; przemysł lekki, transport, łączność i budownictwo; rolnictwo i leśnictwo) oraz Podkomitet Literatury i Sztuki (podzielony na 6 sekcji: literatura; plastyka; muzyka; teatr; film; architektura). W dziedzinie nauki i postępu technicznego przyznawano nagrody I, II i III stopnia, a w dziedzinie literatury i sztuki przyznawano nagrody I i II stopnia oraz wyróżnienie. Wysokość nagród ustalono na: 25 tys. zł dla I st., 20 tys. zł dla II st. oraz 10 tys. zł dla III st. oraz wyróżnienia.
Kolejna reforma zlikwidowała oba podkomitety, ustalając skład komitetu na prezydium i trzynaście sekcji (11 sekcji z dziedziny nauki i techniki oraz 2 sekcje z dziedziny kultury i sztuki), a kadencje członków komitetu ustalono na 4 lata. Ustalono nowy podział nagrody na dwa stopnie, przyznawane osobom indywidualnym lub zespołom. Odznaczeni otrzymywali odznakę, dyplom i premię pieniężną.

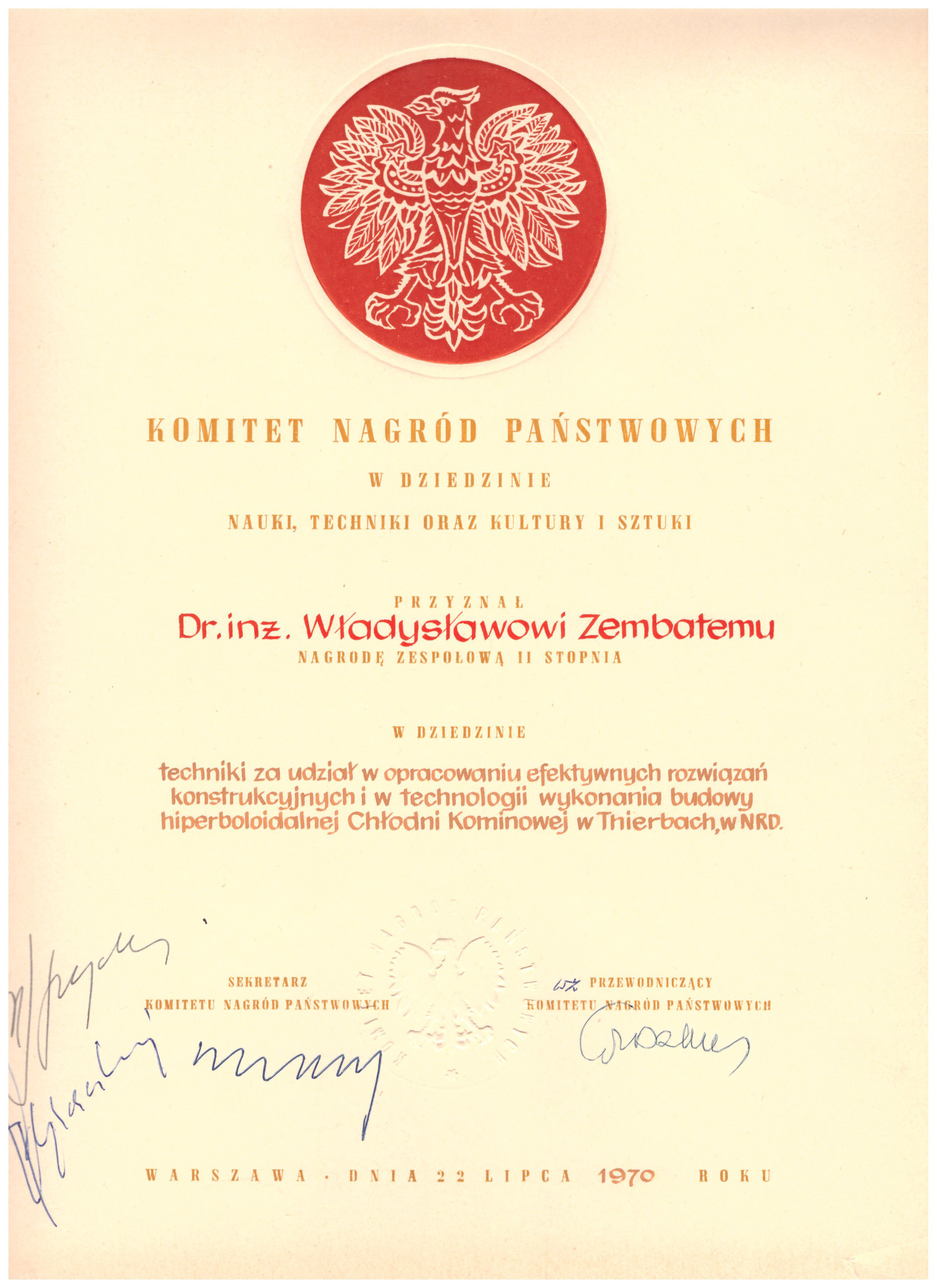
Nagroda zespołowa II stopnia przyznana Władysławowi Zembatemu

Szczegółowe wytyczne dotyczące zgłaszania wniosków o przyznanie nagród państwowych w 1964 ustalono 5 lutego tego roku
Uchwała została zmieniona 14 kwietnia 1965: zwiększono liczbę sekcji do 14 (12 sekcji z dziedziny nauki i techniki oraz 2 sekcje z dziedziny kultury i sztuki), a także doprecyzowano które instytucje i organizacje mogły wnioskować o nagrody za pośrednictwem organów nadrzędnych (PAN, CRZZ, NOT, naczelne i centralne organy administracji państwowej, prezydia rad narodowych szczebla wojewódzkiego).
Szczegółowe wytyczne dotyczące zgłaszania wniosków o przyznanie nagród państwowych w 1966 ustalono 5 lutego 1965. Podobne wytyczne na 1968 ustalono 17 kwietnia 1967.
Reforma z 11 listopada 1975 uchwaliła m.in., że ustaleniem ilości sekcji specjalistycznych zajmowało się Prezydium Komitetu Nagród Państwowych, nagroda w każdym stopniu mogła być przyznana tylko raz, a nagroda zespołowa mogła być przyznana tylko zespołom nie przekraczającym 12 członków
Uchwała z 25 czerwca 1979 dodała nową kategorię nagród specjalnych, przyznawanych za wybitne osiągnięcia związane z rozwojem gospodarki narodowej, które odznaczały się wykorzystaniem najnowszych zdobyczy nauki, techniki i metod organizacji oraz uzyskały wybitnie pozytywną ocenę społeczną. Laureatom również wręczano dyplom, odznakę i premię pieniężną.
W 1982 nagrody nie zostały przyznane, a wnioski przeniesiono na rok 1984. Niewielkie zmiany zostały wprowadzone uchwałą z 12 grudnia 1983, m.in. ustalono wynagrodzenie dla członków komitetu (200 zł) i przewodniczącego (250 zł), a także zwrot kosztów podróży na posiedzenie komitetu.
Nowa ustawa w sprawie zakresu działania komitetu zniosła poprzednią uchwałę nr 210 z 1975, pozostawiając część artykułów w mocy i dokonując kilku niewielkich zmian.
Nagrody nie zostały przyznane w 1990, a wnioski przeniesiono na rok 1992, lecz nowa uchwała z 12 marca 1992 całkowicie zniosła Komitet Nagród Państwowych (tym samym możliwość przyznawania nagród). Uchwała weszła w życie od 23 marca 1992.

## Wygląd odznaki
Odznaka według wzoru z 1953 roku wyobrażała gwiazdę ośmiopromienną o średnicy 23 mm. Każdy promień gwiazdy tworzył trójząbkowy kwiat o kształcie lilii, pokryty białą emalią. Lilie połączone były metalem w kształcie liścia koniczyny w kolorze złocistym, srebrzystym lub patynowany na brązowo (w zależności od stopnia). Ramiona i promienie gwiazdy wiązały koło, wznoszące się nad poziom promieni, w otoku którego na czerwonej emalii umieszczony był napis literami złoconymi „NAGRODA PAŃSTWOWA I”, „NAGRODA PAŃSTWOWA II” lub „NAGRODA PAŃSTWOWA III” (w zal. od st.). W środku na czerwonej emalii nałożony był orzeł biały. Na odwrotnej stronie odznaki w środku na czerwonej emalii umieszczony był złocony monogram „PRL”, a w otoku koła na czerwonej emalii napis literami złoconymi „NAUKA – SZTUKA – TECHNIKA”. Odznaka tłoczona była w metalu złoconym, srebrzonym lub brązowionym (w zal. od st.) i zawieszona na złoconej, srebrzonej lub brązowionej (w zal. od st.) przywieszce (klamrze) w kształcie wąskiego prostokąta z wytłoczonymi liśćmi laurowymi na jednej stronie.

## Odznaczeni
Łącznie w latach 1950–1992 odznaczono indywidualnie 325 osób, w tym I st. – 101 osób, II st. – 157 osób, III st. – 67 osób.